# Örbyhus pastorat
Örbyhus pastorat var ett pastorat inom Svenska kyrkan i Örbyhus kontrakt av Uppsala stift. Pastoratet ligger i Tierps kommun. Pastoratet namnändrades 2014 i samband med sammanläggning av pastorats församlingar till Vendel-Tegelsmora pastorat
Pastoratskod: 011008. 

## Administrativ historik
Församlingarna bildade en gemensam kyrklig samfällighet 1991 och 2001 fick pastoratet detta namn.

## Ingående församling
Pastoratet låg i Tierps kommun och omfattar sedan 1991 följande församlingar:
- Tegelsmora församling
- Vendels församling